# 神山郁雄

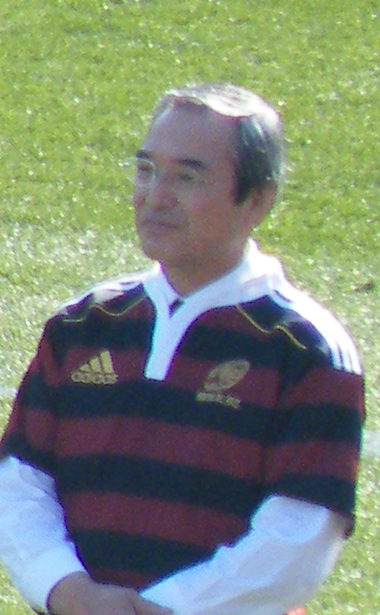
神山郁雄

神山 郁雄（かみやま いくお、1952年1月3日 - ）は、日本の元ラグビー選手で、現在はテレビ朝日顧問。

## 来歴
現役時代のポジションは、フランカー（FL）。
栃木県立宇都宮高等学校を経て、早稲田大学社会科学部（以下、早大）に進学。早大ではラグビー蹴球部で活動。大学2年時となる1971年度の早明戦への出場機会を得てレギュラーの座を掴み、同年度の全国大学ラグビーフットボール選手権大会（以下、大学選手権）及び日本ラグビーフットボール選手権大会（日本選手権）で優勝を経験。そして1973年度シーズンに早大の主将を務め、大学選手権優勝をもたらした。
ラグビーは早大で活動を終え、早大卒業後、日本教育テレビ（略称：NET、現在のテレビ朝日）に入社。同社常務取締役営業局長等を経て、2010年6月、同社専務取締役に就任。2012年6月、顧問に就任。

## 関連人物
下記に挙げた人物は、公式戦で神山と一緒にプレーした選手である。
- 宿沢広朗 - 早大ラグビー蹴球部1年先輩
- 植山信幸 - 同 同学年
- 金指敦彦 - 同 同学年
- 石塚武生 - 同1年後輩
- 藤原優 - 同2年後輩